# ديبابراتا روي
ديبابراتا روي (4 نوفمبر 1986 بكلكتا في الهند - ) هو لاعب كرة قدم هندي في مركز الدفاع. شارك مع منتخب الهند لكرة القدم. أما مع النوادي، فقد لعب مع نادي إيست بنغال ونادي ديمبو وMahindra United FC ‏ ونادي جوا.

## روابط خارجية
- ديبابراتا روي على موقع قاعدة بيانات كرة القدم.إي يو (الإنجليزية)
- ديبابراتا روي على موقع ناشيونال فوتبول تيمز (الإنجليزية)
- ديبابراتا روي على موقع Soccerway.com (الإنجليزية)